# Lord Don't Slow Me Down
Lord Don't Slow Me Down é um documentário da banda de rock britânica Oasis.

## Lista de faixas
Disco 1:
- Documentário de turnê  Lord Don't Slow Me Down em som estéreo.
- Comentário em áudio bônus com os membros da banda
- Uma sessão de perguntas e respostas de Noel Gallagher com os fãs filmados em Nova Iorque em 2006

Disco 2:
- Gravado no City of Manchester Stadium em 2 de julho de 2005 em HD com som stereo.
  1. "Fuckin' in the Bushes"
  2. "Turn Up the Sun"
  3. "Lyla"
  4. "Cigarettes & Alcohol"
  5. "The Importance of Being Idle"
  6. "Little by Little"
  7. "A Bell Will Ring"
  8. "Acquiesce"
  9. "Songbird"
  10. "Live Forever"
  11. "Mucky Fingers"
  12. "Wonderwall"
  13. "Rock 'n' Roll Star"
  14. "The Meaning of Soul"
  15. "Don't Look Back in Anger"
  16. "My Generation" (canção do The Who)

## Certificações
| País                       | Certificação | Vendas  |
| -------------------------- | ------------ | ------- |
| Brasil (Pro-Música Brasil) | Ouro         | 20.000  |
| Reino Unido (BPI))         | Platina      | 100.000 |